# Maartje Remmers
Pour les articles homonymes, voir Remmers.
 (janvier 2022).
La mise en forme du texte ne suit pas les recommandations de Wikipédia : il faut le « wikifier ».
Les points d'amélioration suivants sont les cas les plus fréquents. Le détail des points à revoir est peut-être précisé sur la page de discussion.
- Les titres sont pré-formatés par le logiciel. Ils ne sont ni en capitales, ni en gras.
- Le texte ne doit pas être écrit en capitales (les noms de famille non plus), ni en gras, ni en italique, ni en « petit »…
- Le gras n'est utilisé que pour surligner le titre de l'article dans l'introduction, une seule fois.
- L'italique est rarement utilisé : mots en langue étrangère, titres d'œuvres, noms de bateaux, etc.
- Les citations ne sont pas en italique mais en corps de texte normal. Elles sont entourées par des guillemets français : « et ».
- Les listes à puces sont à éviter, des paragraphes rédigés étant largement préférés. Les tableaux sont à réserver à la présentation de données structurées (résultats, etc.).
- Les appels de note de bas de page (petits chiffres en exposant, introduits par l'outil «  Source ») sont à placer entre la fin de phrase et le point final[comme ça].
- Les liens internes (vers d'autres articles de Wikipédia) sont à choisir avec parcimonie. Créez des liens vers des articles approfondissant le sujet. Les termes génériques sans rapport avec le sujet sont à éviter, ainsi que les répétitions de liens vers un même terme.
- Les liens externes sont à placer uniquement dans une section « Liens externes », à la fin de l'article. Ces liens sont à choisir avec parcimonie suivant les règles définies. Si un lien sert de source à l'article, son insertion dans le texte est à faire par les notes de bas de page.
- La présentation des références doit suivre les conventions bibliographiques. Il est recommandé d'utiliser les modèles {{Ouvrage}}, {{Chapitre}}, {{Article}}, {{Lien web}} et/ou {{Bibliographie}}. Le mode d'édition visuel peut mettre en forme automatiquement les références.
- Insérer une infobox (cadre d'informations à droite) n'est pas obligatoire pour parachever la mise en page.

Pour une aide détaillée, merci de consulter Aide:Wikification.
Si vous pensez que ces points ont été résolus, vous pouvez retirer ce bandeau et améliorer la mise en forme d'un autre article.
Maartje Remmers, née en 1978 aux Pays-Bas, est une actrice néerlandaise.

## Filmographie
- 2004 : Ernstige delicten (nl) : Cynthia van Veen
- 2004 : Grijpstra & de Gier (nl) : Carla Coninckx
- 2004 : De Afdeling (nl) : La journaliste
- 2006 : Ik omhels je met 1000 armen (nl) : Meija
- 2006 : Maybe Sweden : Mira
- 2009 : Stella's oorlog (nl) : Stella
- 2010 : Penoza (nl) : Marleen de Rue[2]
- 2011 : Hart tegen Hard (nl) : Elles de Bruin
- 2012 : Lijn 32 (nl) : Saskia
- 2013 : A Long Story (nl) : Lucy
- 2013 : Greifensee : La maman
- 2014 : Celblok H (nl) : Kat
- 2015 : Divorce : Wendy
- 2016 : Heer & Meester (nl) : Adriana
- 2016 : Centraal Medisch Centrum (nl) : Eva
- 2017 : Van God los (nl) : Monica
- 2018 : Dokter Deen (nl) : Eva van Liesschoten

### Cinéma
- 2014 : Accused : Antoinette[3]

### Télévision

#### Téléfilms
- 2005 : Enneagram : Angela

#### Séries télévisées
- 2006 : Jardins secrets : Daphne[2]
- 2007 : Van Speijk : Sasha Schneider
- 2008-2010 : Flikken Maastricht : Ernestine van Leeuwen[4]
- 2010 : Witse : Simone Jansma